# The Man I Love
The Man I Love – popularna piosenka powstała w 1924, napisana przez George’a Gershwina (muzyka) oraz jego brata Irę (tekst). Została stworzona z myślą o musicalu Strike Up the Band, jednak utwór został usunięty z przedstawienia i jak wiele standardów danego gatunku, stał się bardziej popularny jako niezależna popularna piosenka niż jako jedna z pochodzących z broadwayowskich musicali.
Własną wersję piosenki nagrały m.in. Billie Holiday, Ella Fitzgerald (co Ira Gershwin skomentował: „Nie zdawałem sobie sprawy, że nasze piosenki są tak dobre, dopóki nie zaśpiewała ich Ella.”), Kate Bush oraz Hazel O’Connor.
W 1995 roku Tony Bennett wykonał piosenkę podczas swojego koncertu z serii MTV Unplugged, który wydany został na albumie MTV Unplugged: Tony Bennett.
W 2006 roku izraelski muzyk Iwri Lider nagrał własną wersję piosenki na soundtrack filmu The Bubble.